# Дейв Фройдентал
Девід Двейн «Дейв» Фройдентал (англ. David Duane «Dave» Freudenthal; нар. 12 жовтня 1950, Термополіс, Вайомінг) — американський політик, що представляє Демократичну партію. 31-й губернатор штату Вайомінг з 2003 до 2011 рік.

## Життєпис
Дейв Фройдентал народився у Термополісі, округ Гот-Спрінґс у північно-центральній частині штату Вайомінг. Він був сьомим з восьми дітей і виріс на фермі на північ від міста. У 1973 році Фройдентал отримав ступінь бакалавра економіки в Емгерстському коледжі. Після закінчення навчання він працював економістом у департаменті з економічного планування та розвитку, а пізніше став директором з державного планування при губернаторі Едгарі Хершлері.
У 1980 році Фройдентал отримав диплом юриста в Юридичному коледжі Вайомінгського університету і відкрив приватну практику. У 1994 році, за рекомендацією тодішнього губернатора Майкла Саллівана, він був призначений федеральним прокурором. На цій посаді він працював до травня 2001.
На губернаторських виборах у листопаді 2002 року Фройдентал обійшов кандидата від Республіканської партії Елі Бебута, набравши 49,96% голосів проти 47,92% у суперника. 7 листопада 2006 він був переобраний на другий термін, перемігши республіканця Рея Ханкінса (69,89% і 29,97% голосів відповідно). 4 березня 2010 Фройдентал оголосив, що не буде балотуватися на третій термін.
У червні 2011 року Фройдентал став головним юрисконсультом з питань навколишнього середовища та природних ресурсів у міжнародній юридичній фірмі Cowell & Moring LLC.

### Особисте життя
Дейв Фройдентал одружений з Ненсі Фройдентал, уродженці міста Коді, що працює федеральним суддею окружного суду Вайомінгу. У них четверо дітей: Дональд, Гілларі, Брет і Кеті.